# Disparition de Yolanda Klug
Yolanda Klug (née en 1995 ou 1996) était une femme allemande ayant disparu le 25 septembre 2019, et dont la disparition a été liée à la Scientologie.
Un promeneur a découvert ses restes le 25 février 2023 dans la forêt de Rödel, près de Freyburg. La cause de sa mort n'est pas encore clairement déterminée. Un téléphone portable et des bouts de tissus ont également été découverts. Le procureur de Leipzig a déclaré « qu'il n'y a actuellement rien qui suggère qu'une tierce personne soit responsable », faisant allusion au manque de preuves d'implication de la Scientologie dans la disparition et le décès de Yolanda,,.

## Contexte
Yolanda Klug a grandi à Steinen, dans le comté de Lörrach, dans le Bade-Wurtemberg. Ses parents, Annette Margarete Löffler (née le 24 août 1966) et Peter Klug, sont tous les deux membres de la Scientologie. Anna a occupé des postes importants au sein de la Scientologie en Allemagne et en Suisse. En 2016, elle était leur porte-parole à Bâle. Yolanda a également une petite sœur de deux ans sa cadette, Elisa. Yolanda suivait des cours de scientologie mais s'est ensuite rapprochée de la branche allemande de la Zeal Church, une « église libre néo-charismatique » chrétienne. Elle a fréquenté régulièrement la Zeal Church de Leipzig pendant deux ans et demi avant sa disparition et y a même été baptisée. 
Les parents de Yolanda se sont séparés, et Anne a déménagé en Afrique du Sud avec son nouveau partenaire et Elisa, pour travailler pour une branche locale de la Scientologie.
Selon le blog Anti Scientology, le père de Yolanda était lui aussi un membre important de la Scientologie et a participé à de nombreux cours d'élite sur le bateau de croisière de la Scientologie Freewinds. Sa sœur a rejoint la Sea Org et vit désormais aux États-Unis.

## La disparition

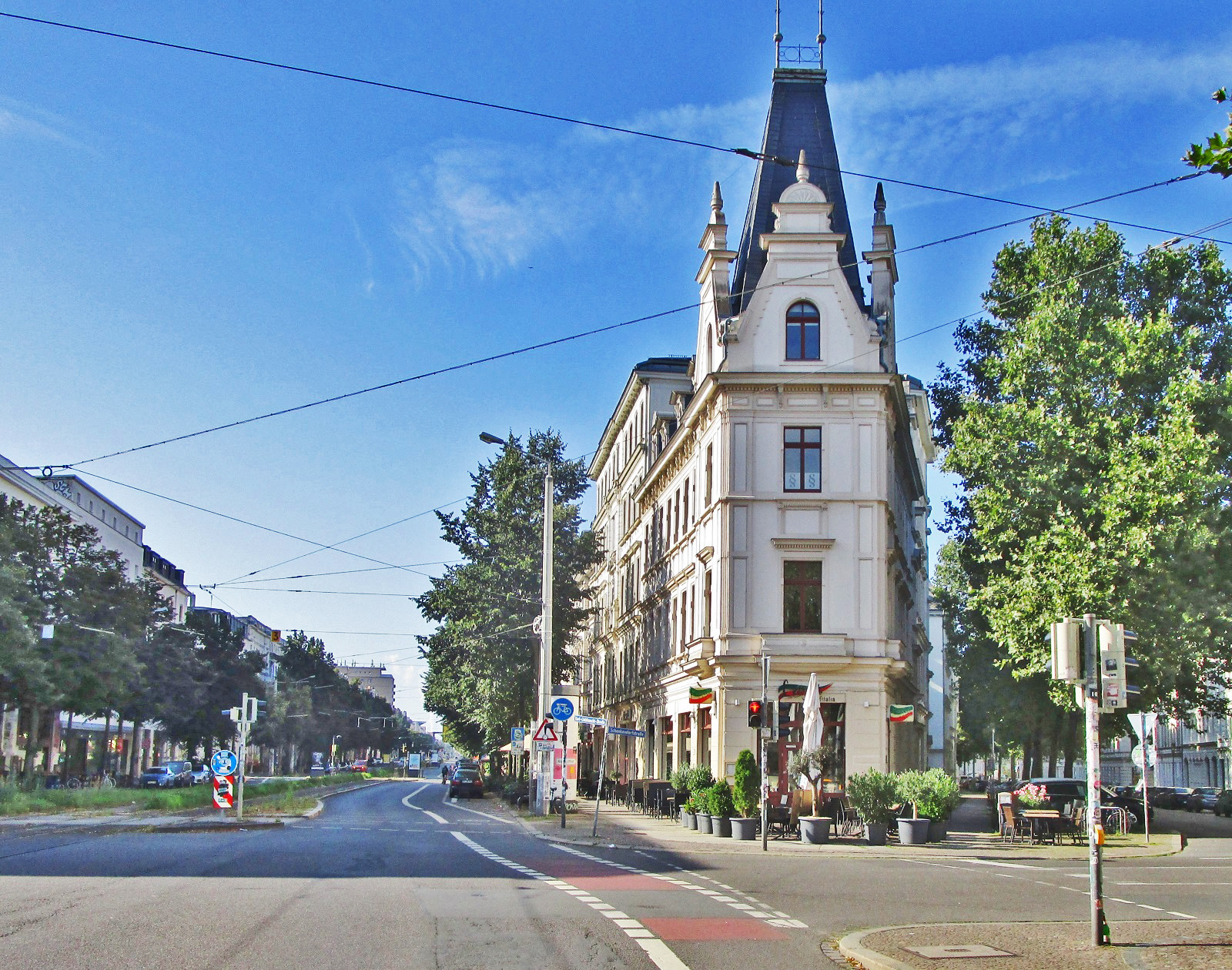
Südplatz à Leipzig, l'endroit où Yolanda aurait pris le tramway pour se rendre à Ikea.

Au moment de sa disparition, Yolanda étudiait l'architecture à la Leipzig University of Applied Sciences, et avait effectué un semestre à Amman, en Jordanie. Cinq mois auparavant, elle avait emménagé dans un appartement en colocation sur Körnerstraße à Leipzig avec une autre étudiante. Début septembre 2019, elle s'était rendue en Californie pour passer du temps avec son père et sa sœur.
Le 24 septembre, son père était à Leipzig pour un voyage d'affaire. Yolanda l'a rejoint pour dîner. Le 25 septembre, Yolanda avait prévu d'aller chez Ikea à Günthersdorf, pour y acheter notamment des pots de fleurs, des rideaux et des verres. Elle avait également rendez-vous ce soir-là avec une amie à Halle-sur-Saale pour assister à une projection publique de film dans le cadre d'un événement appelé Herbstsession sur le campus de l'école d'art locale[réf. nécessaire]. Vers 15 heures, Yolanda a quitté son appartement de Leipzig et s'est probablement rendue à la station de transport public la plus proche. Elle a été vue pour la dernière fois à Südplatz et n'a pas été retrouvée depuis.
Un ami de Yolanda, un de ses anciens professeurs de lycée, a essayé de la joindre via l'application de messagerie instantanée Telegram après sa disparition. Elle n'a jamais répondu, mais deux semaines plus tard, l'application a indiqué que Yolanda s'était connectée, suggérant qu'elle ou quelqu'un d'autre utilisait son téléphone à ce moment-là. 
Avant sa disparition, Yolanda avait réservé un billet d'avion pour la Jordanie, y compris des billets pour le trajet jusqu'à l'aéroport. Ces billets n'ont jamais été utilisés. 

## L'enquête policière

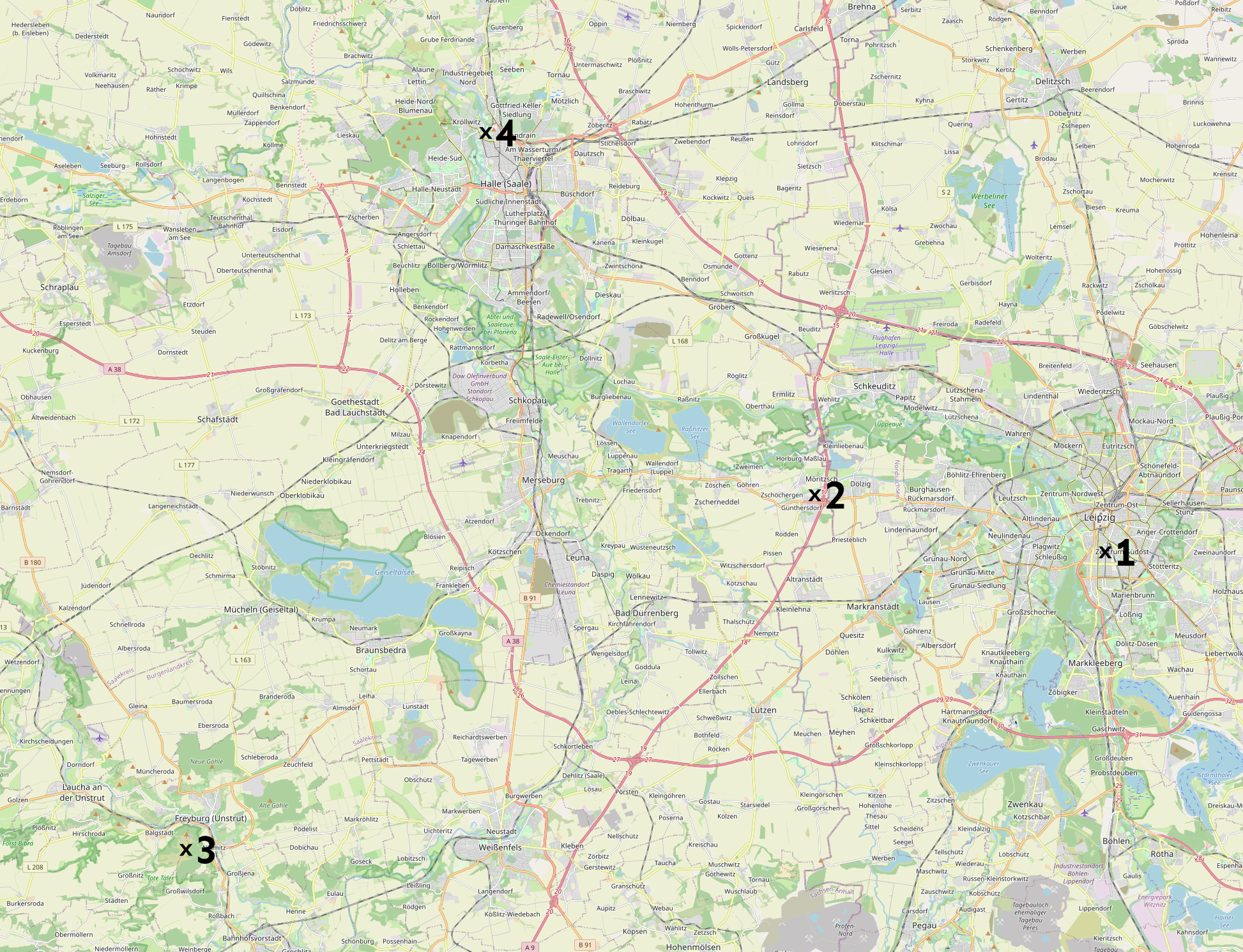
Carte des lieux importants de la disparition de Yolanda. 1-Appartement de Yolanda à Leipzig. 2-Ikea de Günthersdorf. 3-Localisation des restes de Yolanda. 4-Burg Giebichenstein à Halle-sur-Saale

### Signalement de disparition et première réaction
La police a été informée de la disparition de Yolanda le jour-même et a fouillé la zone autour de son appartement avec un chien de recherche le soir-même. Le chien a mené la police sur Südplatz, où sa trace s'est arrêtée, laissant supposer qu'elle était montée dans le tramway. Plus tard, un hélicoptère de police a participé aux recherches.

### Tentatives de reconstitution des dernières étapes de Yolanda
Yolanda souffrait d'une maladie non précisée qui la faisait s'évanouir sporadiquement. Ainsi, l'une des théories lors de l'enquête policière était que Yolanda s'était évanouie quelque part où on ne la retrouverait pas. Comme les chiens de recherche ont traqué son odeur dans un bus à Leipzig, au Ikea de Günthersdorf et sur le campus Neuwerk de la Burg Giebichenstein Kunsthochschule (l'école supérieure d'art Burg Giebichenstein) à Halle-sur-Saale (où elle était censée retrouver son amie ce jour-là), les enquêteurs se sont d'abord concentrés sur un site de fouille comportant un trou sur le campus, qui a été scellé le lendemain de sa disparition. Dans le sous-sol de l'un des bâtiments du campus, l'un des chiens a aboyé, signalant l'odeur d'un cadavre provenant d'un système de climatisation nouvellement installé et connecté au trou du site de fouille. La recherche du site n'a cependant rien donné. La police a utilisé un radar à pénétration de sol et a percé 33 trous qui ont ensuite été contrôlés à l'aide de trois chiens de détection différents. Environ trois mois après sa disparition, des plongeurs ont fouillé le Mühlgraben, un bras de la rivière Saale qui coule près de Burg Giebichenstein, sans résultat.

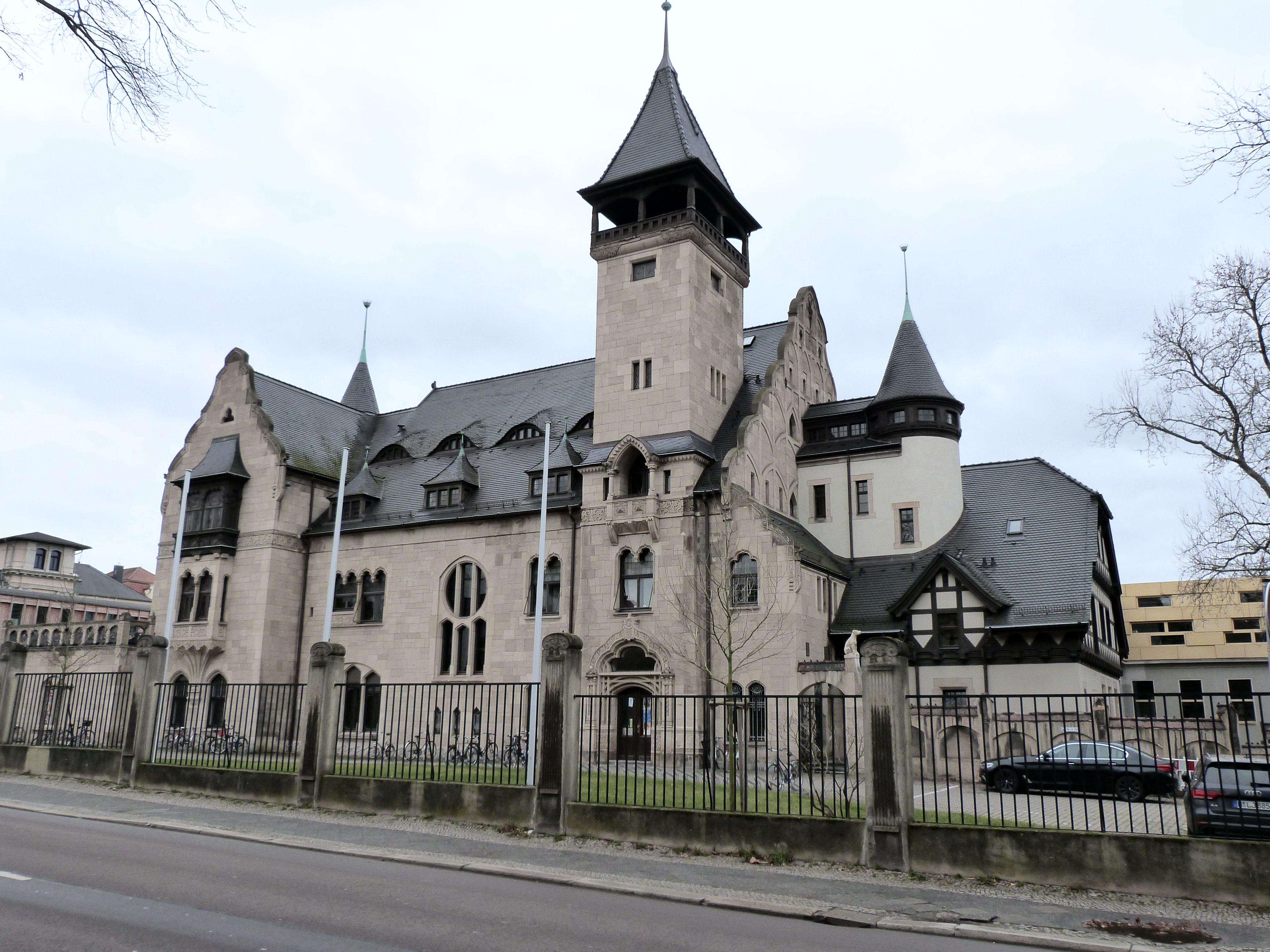
Le campus Neuwerk de la Burg Giebichenstein Kunsthochschule à Halle-sur-Saale, où Yolanda devait rejoindre son amie le 25 septembre.

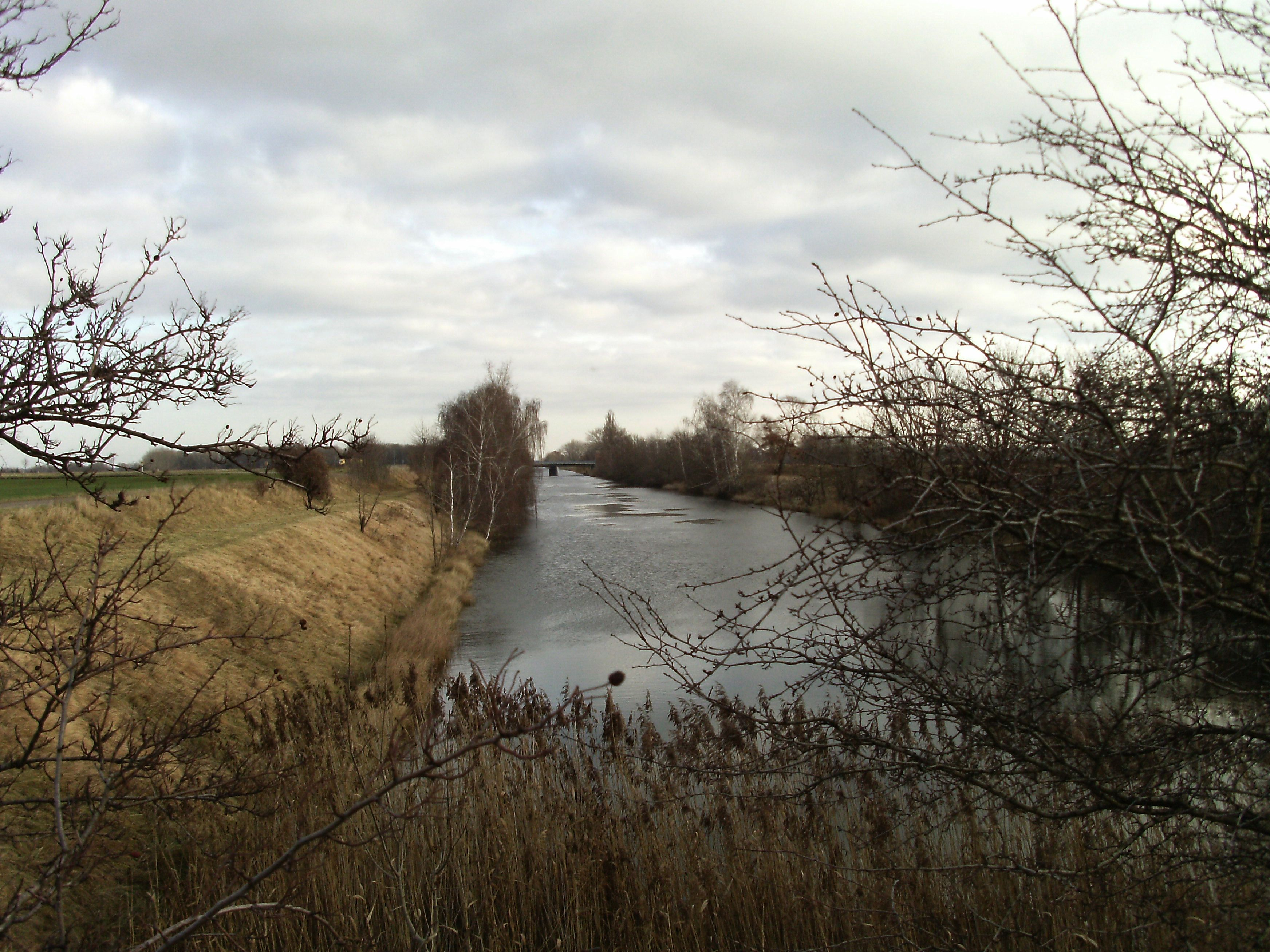
Le canal Saale Elster près d' Ikea à Günthersdorf

La police a également fouillé les environs du Ikea de Günthersdorf, avec l'aide de plus de 60 chercheurs bénévoles. Trois semaines après la disparition de Yolanda, des plongeurs ont fouillé le canal Saal Elster, près du Ikea, ainsi qu'un lac. Aucune preuve n'a été trouvée.
Les informations sur les dernières étapes de Yolanda le jour de sa disparition se limitent à des témoignages, les vidéos de caméras de surveillance des transports publics de Leipzig étant supprimées au bout de 24 heures et la police n'y ayant pas demandé l'accès à temps. Yolanda aurait pris la ligne de bus 131 depuis Leipzig Westplatz jusqu'au Ikea de Günthersdorf. Cependant, selon la police, les véhicules utilisés sur cette ligne ne sont pas équipés de caméras. Des images de vidéo-surveillance du Ikea ont été obtenues et analysées par la police, mais n'ont pas permis de déterminer si Yolanda s'était rendue au magasin ou pas. Néanmoins, le chauffeur du bus 131 pense l'avoir vu à bord du véhicule.

### Les théories
La possibilité que Yolanda ait volontairement disparu a été envisagée. Cependant, le fait qu'elle ait laissé son passeport et ses cartes bancaires chez elle ont rendu cette option peu probable. Il n'y a eu aucun mouvement sur son compte en banque depuis sa disparition, sur lequel elle avait 8 000 €. 
Les enquêtes sur la possibilité d'un meurtre se sont concentrées sur son historique avec la Scientologie. La police a souligné le fait que Yolanda faisait partie de la famille proche d'un membre haut-placé de la Scientologie qui a quitté l'organisation. Sa mère et sa sœur ont également disparu puisque la police n'a pas pu retrouver leur trace après leur déménagement en Afrique du Sud. En février 2023, le porte-parole de la Scientologie a confirmé aux médias que l'organisation coopérait avec les autorités allemandes et qu'elle avait organisé une enquête interne internationale à la recherche d'indices sur l'affaire.
Selon son ancien professeur et ami, Yolanda avait déjà disparu en 2015 d'une tente de camping et était réapparue le lendemain, ayant passé la nuit seule dans les mois. Il a décrit Yolanda comme intellectuellement indépendante et a suggéré que sa disparition était une conséquence de ce trait de personnalité.

### Reportage télé et enquête approfondie
En juillet 2022, l'affaire a été présentée dans l'émission de télévision allemande Aktenzeichen XY... ungelöst, qui traite des affaires criminelles non-élucidées. La police est à la recherche de témoins qui auraient vu Yolanda à Burg Giebichenstein mais également de photos et vidéos de l'évènement Herbstsession de 2019.

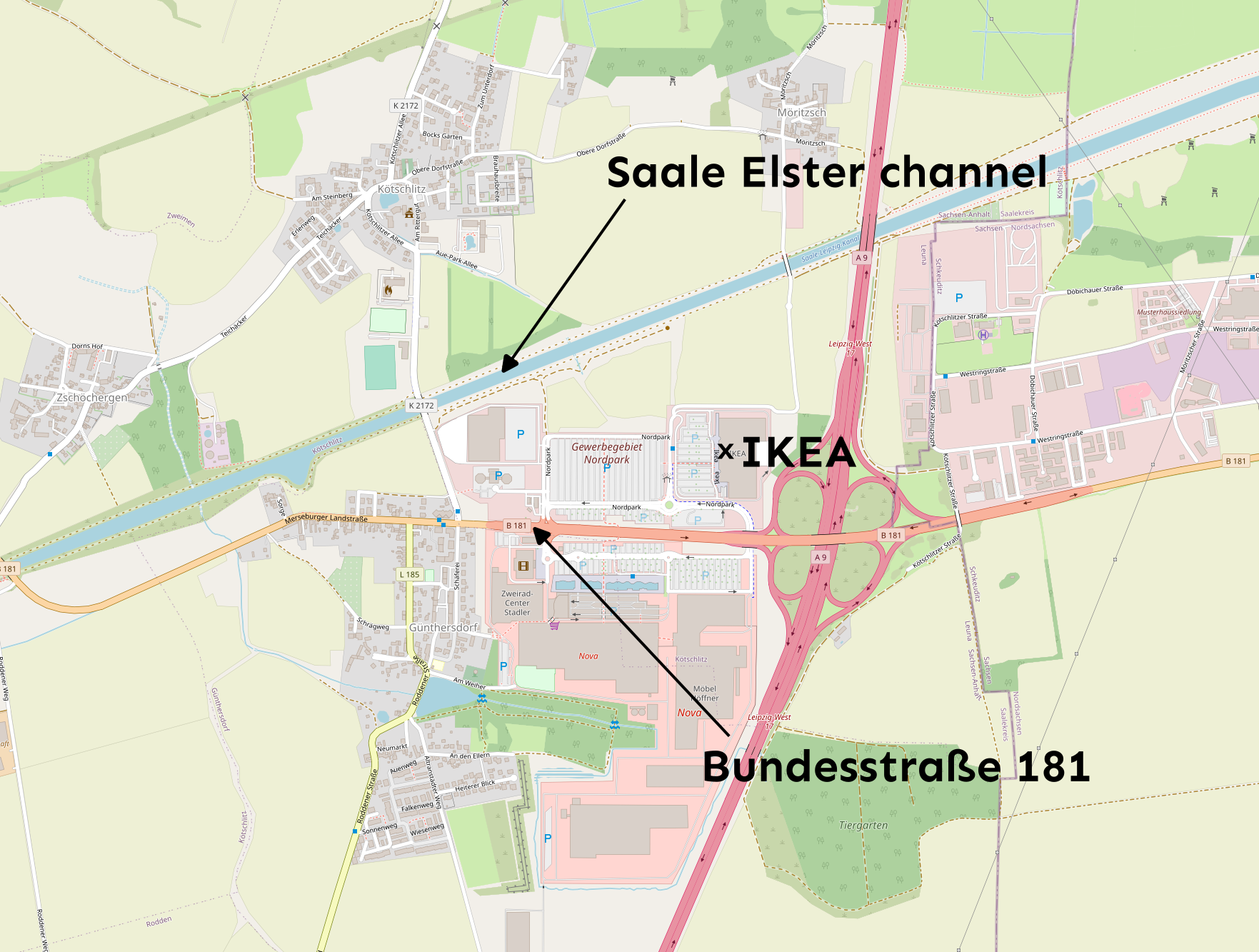
Carte des environs de l'Ikea de Günthersdorf.

Le 16 octobre 2022, la police a publié un rapport sur des nouveaux témoins qui se seraient présentés après avoir vu l'émission Aktenzeichen XY. L'un d'eux affirme avoir vu Yolanda le jour de sa disparition vers 15 heures, à la station de tramway Richard-Lehmann-Straße/Hochschule für Technik und Wirtschaft, à deux arrêts seulement de Südplatz, alors qu'elle discutait avec un homme à propos de sa visite chez Ikea. De là, Yolanda aurait pris le tram en direction de Connewitz, un quartier de Leipzig. Selon un autre témoin, chauffeur de camion, Yolanda aurait marché le long du canal Saale Elster à Günthersdorf, à côté du Ikea, puis aurait traversé un pont en direction de la route Bundesstraße 181. Sur un parking situé entre le pont et la route principale, elle serait montée dans une voiture immatriculée à Esslingen. Cela a relancé les spéculations dans les médias concernant le rôle de la Scientologie dans cette affaire, car la branche allemande de la Scientologie a l'un de ses principaux centres dans la région d'Esslingen. Selon la police, le témoignage d'un autre témoin suggère un lien avec le siège européen de la Scientologie à Copenhague.
On ne sait toujours pas si Yolanda s'est rendue à Halle-sur-Saale et à l'évènement Herbstsession. Seulement une personne ayant assisté à l'événement en 2019 s'est manifestée auprès de la police.
En février 2023, la famille de Yolanda offrait une récompense de 10 000 € pour toute information sur sa disparition.

### La découverte des restes de Yolanda

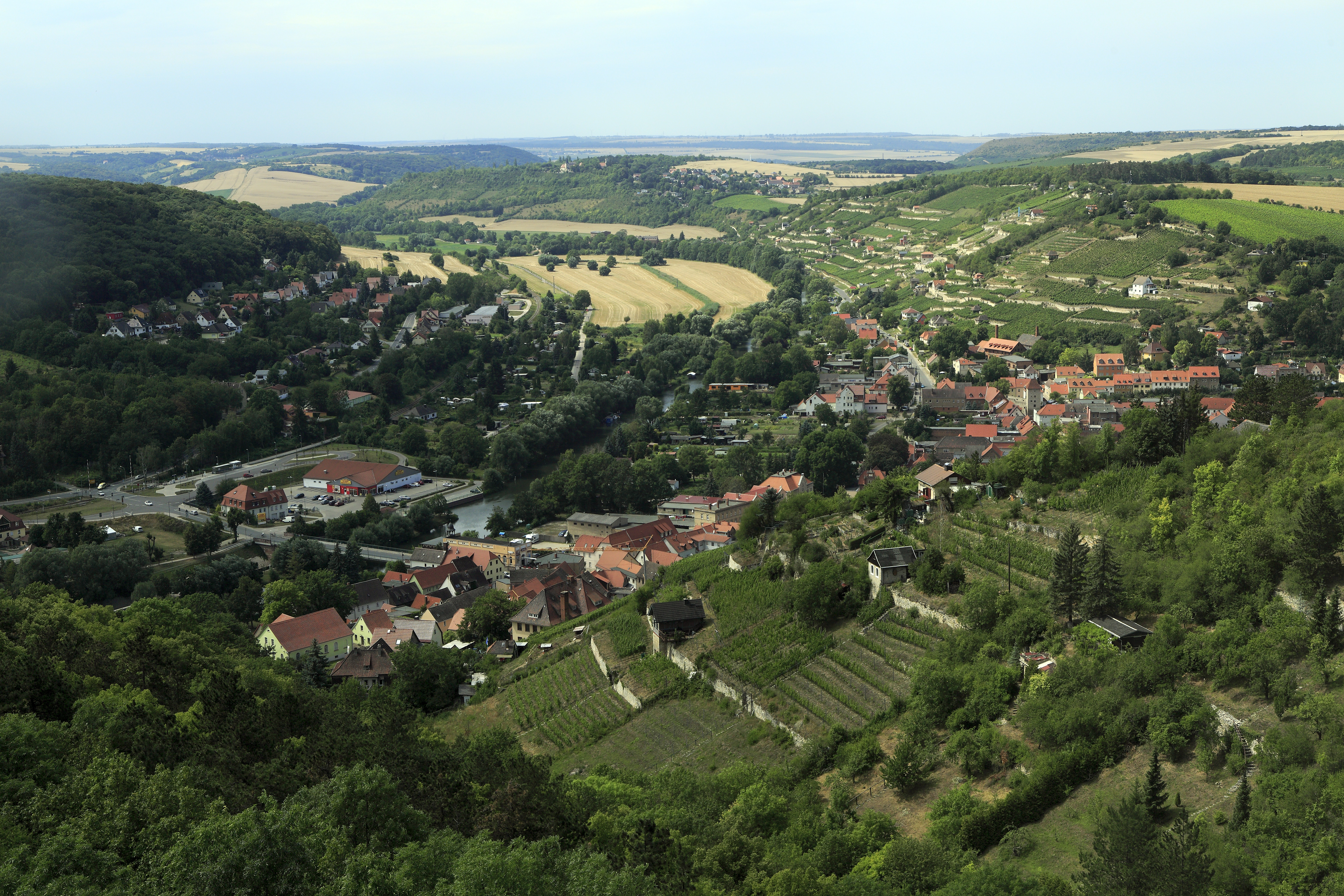
Freyburg (Unstrut). Les restes de Yolanda ont été découverts dans la forêt à l'extérieur de la ville.

Le 25 février 2023, des restes ont été découverts par un promeneur à Rödel, une forêt près de Freyburg, en Saxe-Anhalt. Les analyses des ossements ont confirmé qu'il s'agissait du squelette de Yolanda Klug. Il n'y a actuellement aucune preuve de meurtre. Cependant, la police enquête toujours sur les causes de sa mort et sur l'éventualité criminelle. Rödel est accessible par différents sentiers de randonnée. Les principaux sentiers sont très fréquentés. Les restes de Yolanda ont été trouvés dans un endroit isolé, ce qui a empêché leur découverte pendant plus de trois ans.

### Critique de l'enquête policière
Le journaliste allemand Peter Jamin, qui a suivi des affaires de personnes disparues pendant plus de 30 ans, a critiqué la façon dont la police allemande avait enquêté sur cette affaire et d'autres affaires similaires. Les soupçons de meurtres ont été examinés avec hésitation et une éventuelle connexion à d'autres affaires criminelles a été totalement négligée. Jamin suggère un possible lien avec l'affaire Scarlett Salice, disparue dans une autre région d'Allemagne en 2020.